# United States (transatlantico)

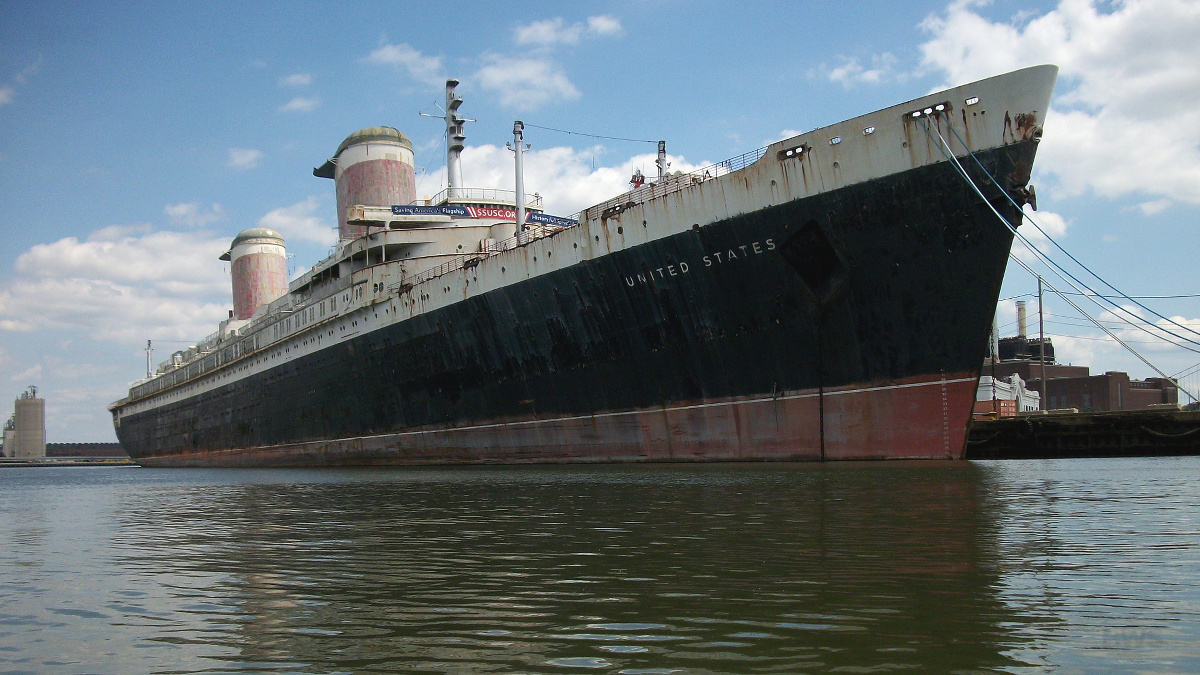
United States ormeggiato alla banchina n. 82 del porto di Filadelfia, Pennsylvania nel 2017

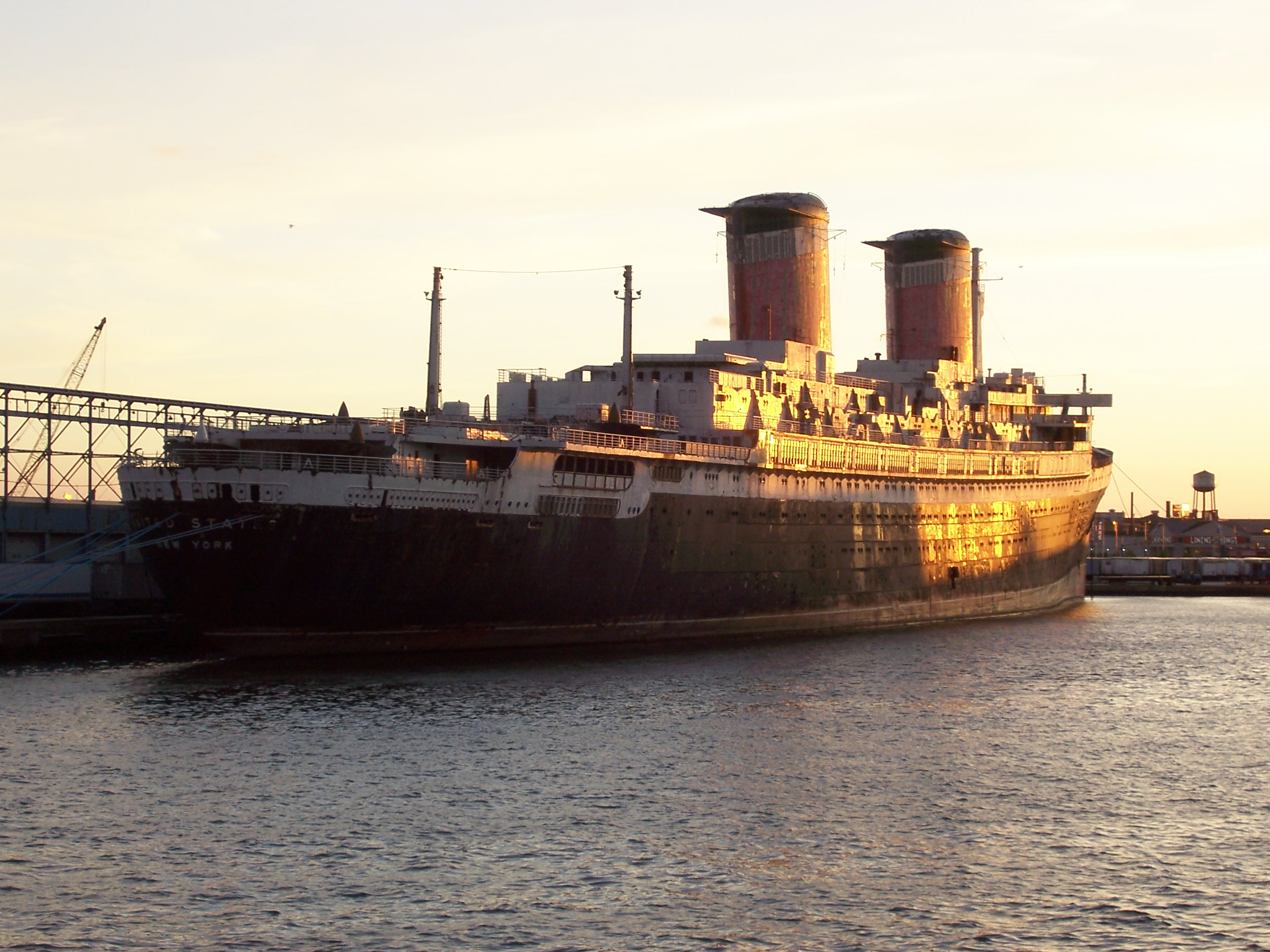
Il transatlantico visto di poppa

Lo United States è un ex transatlantico battente bandiera statunitense, varato nel 1952.

## Storia
La nave venne costruita per la compagnia United States Lines ispirandosi alle navi Queen Mary e Queen Elizabeth, perciò fu creata con l'idea di poter essere trasformata in nave trasporto truppe in pochi giorni. Poteva trasportare 1928 passeggeri ed era lunga 301,7 m e larga 30,9 m. La stazza lorda era di 53.330 tonnellate e raggiungeva la notevole velocità di 38 nodi. 
La stampa dell'epoca fantasticava sulla massima velocità raggiungibile dalla nave: secondo alcuni osservatori, la grande nave, poteva, a tutta forza, raggiungere i 44 nodi, grazie ai suoi particolari impianti propulsori non convenzionali, i quali, sviluppati con la consulenza dell'US Navy, riuscivano ad erogare 248.000 cavalli di potenza. 
Un'altra grande innovazione furono gli interni, progettati dall'ingegnere William Francis Gibbs, quasi completamente privi di legno in rispetto alle norme anti incendio, che però resero la nave non particolarmente lussuosa. Questo transatlantico effettuò il suo viaggio inaugurale nel 1952 (un anno prima dell'italiano Andrea Doria), da New York a Southampton.
Fu il più veloce transatlantico mai realizzato e il suo primato di velocità nell'Atlantico non è ancora stato battuto. Dallo stesso anno, inoltre, è la nave detentrice del famoso Hales Trophy (Nastro Azzurro) per la traversata verso ovest, con un tempo record di 3 giorni, 12 ore e 12 minuti, alla velocità media di circa 35 nodi.
Nel 1969, terminato il servizio passeggeri di linea, lo United States fu posto in disarmo presso la base della US Navy di Norfolk. Dal 1996 al 2025 è rimasta poi attraccata a Filadelfia.
Per il transatlantico era previsto un totale restauro: una fondazione, che prendeva nome proprio dalla nave, avrebbe voluto renderla monumento nazionale o comunque valorizzarne l’importanza storica. Nel 2024, tuttavia, è stata annunciata la decisione di portare la nave in Florida per essere bonificata e affondata con l'obiettivo di trasformarla in una barriera corallina artificiale.
Il 14 febbraio 2025 la nave è stata trasferita dalla banchina 82 di Filadelfia alla banchina 80 e successivamente rimorchiata a Mobile, Alabama, per essere sottoposta ai lavori propedeutici all'inabissamento.